# Bernard Viot
Pour les articles homonymes, voir Viot.
Bernard Viot, né le 9 août 1937 à Apremont (Oise) et mort le 27 novembre 2022 dans la même commune,, est un coureur cycliste français. Il évolue au niveau professionnel de 1960 à 1963.

## Palmarès

### Palmarès amateur
- 1955
  - Grand Prix de Nogent-sur-Oise
- 1957
  - 2e du championnat de France sur route amateurs
- 1958
  - 2e de Paris-Chablis
  - 3e de Paris-Vailly
- 1959
  - 3e de Paris-Pacy

### Palmarès professionnel
- 1960
  - 2e du Tour de l'Oise
  - 9e de Bordeaux-Paris
- 1961
  - 1reb étape du Tour de Champagne
- 1962
  - 2e de Bayonne-Bilbao
  - 3e du Tour de l'Hérault
  - 8e de Paris-Tours
- 1963
  - 6e étape du Tour du Levant
  - 2e du Tour de l'Hérault

### Résultats sur les grands tours

#### Tour de France
3 participations
- 1960 : 44e
- 1961 : 57e
- 1962 : 79e